# Muriel oder Die Zeit der Wiederkehr
Muriel oder Die Zeit der Wiederkehr ist ein französischer Spielfilm aus dem Jahr 1963 von Alain Resnais. Er handelt vom Erinnern und Vergessen in den Beziehungen von vier Menschen in einer nordfranzösischen Hafenstadt, aber auch von Illusionen, Lebenslügen und einem Trauma. Die Ausgangssituation: Hélène will die Verbindung zu ihrem früheren Geliebten Alphonse wieder aufnehmen. Ihr Stiefsohn, der Ex-Soldat Bernard, leidet sehr unter der Erinnerung an das Arabermädchen Muriel, das er im Algerien-Krieg sterben sah.

## Handlung
Boulogne-sur-Mer an der französischen Atlantikküste im November 1962. Die verwitwete Hélène Aughain betreibt in ihrer Wohnung ein auf Möbel spezialisiertes Antiquitätengeschäft. Überall hängen Preisschilder an den Gegenständen. Alles in ihrem Wohnumfeld wirkt zufällig und provisorisch, so als spiegelte ihr privates Umfeld die Unordnung und tiefe Verunsicherung ihrer eigenen Existenz wider. Hélène lebt in dieser vollgestellten Behausung mit ihrem Stiefsohn Bernard, der seit seiner Rückkehr aus dem Algerienkrieg von der Erinnerung an eine gewisse Muriel besessen ist. Hélènes eigenes Dasein wiederum wird von den unbewältigten Erinnerungen an Alphonse bestimmt, ihrer ersten und zugleich einzig wahren Liebe, die ebenso beiläufig endete, wie sie einst begann.
Hélène hat beschlossen, ihr heutiges Leben nicht länger von den Erinnerungen an die Vergangenheit bestimmen zu lassen. Und so entscheidet sie sich nach zwanzig Jahren, ihre verlorene Jugendliebe zum ersten Mal wiederzusehen. Sie hat Alphonse eingeladen und fährt zum Bahnhof, um ihn abzuholen. Wie wird die erste Wiederbegegnung nach so langer Zeit wohl sein? Werden die Erwartungen enttäuscht werden, wird die Zeit unerklärlicher Tristesse, innerer Vereinsamung und Melancholie endlich ein Ende haben, werden die Dämonen der Vergangenheit dadurch verschwinden? Der erste Blick – der erste Schock: Alphonse kommt nicht allein. Er reist mit der jungen Françoise an, die er als seine Nichte vorstellt, und quartiert sich mit ihr zusammen in Hélènes Wohnung ein. Das Wiedersehen der beiden Ex-Liebenden gestaltet sich von Beginn an völlig anders als in Hélènes Wunschträumen. Die Begrüßung zeugt von Verlegenheit, nicht von Herzlichkeit. Soll man sich duzen? Unsicherheit allenthalben, gezierte Höflichkeit obsiegt über Nähe und Wiedersehensfreude. Hilflos bemüht sich Hélène, eine gute Gastgeberin zu sein. Die Gespräche wirken gestelzt. Die Zeit der Wiederkehr wird mehr und mehr zur Enttäuschung, rasch zerplatzen die Hoffnungen und erweisen sich als Illusionen.
Bernard ist der einzige Mensch, bei dem Hélène seit dem Tode ihres Mannes Nähe zulässt. Doch sein Einsatz im Algerienkrieg hat ihn stark verändert und führte allmählich zur Entfremdung gegenüber der Stiefmutter. Wieder im Zivilleben, hat Bernard den Anschluss an das Leben daheim nicht mehr gefunden. Stundenlang irrt er Tag für Tag durch die Straßen der Stadt, nur mit einer Kamera bewaffnet, die er so trägt, als wäre sie sein Gewehr aus dem Krieg. Bernard durchschaut als erster Alphonses Lebenslügen. Dieser erzählt, er habe auch lange Zeit in Algerien gelebt, habe dort als Geschäftsführer eines exklusiven Clubs gearbeitet. Doch Alphonses schwärmerische Erzählungen gleichen Postkartenmotiven, haben nichts mit der Realität zu tun, die Bernard im Kampf erfahren hat. Mit einem Skorpion, den er bei sich trägt, erschreckt er Alphonse. Das ist sein Algerien.
Nach einem gemeinsamen Essen begeben sich Bernard und Françoise auf einen Bummel durch die Stadt. Die junge Frau gesteht ihm Alphonses erste Lüge von ihr als seine angebliche Nichte. In Wahrheit sei sie seine Geliebte. Bernard erzählt von seiner Freundin Marie-Do, die er am selben Abend noch besuchen wolle. Harmloses Geplauder allenthalben – in Wahrheit haben sich die beiden jungen Leute genauso wenig zu sagen wie Hélène und Alphonse. Aber immerhin erkennen sie ihre Fremdheit und täuschen nicht mehr vor, als tatsächlich ist. Zur gleichen Zeit quälen sich Hélène und Alphonse durch eine fruchtlose Vergangenheitsbewältigung, die an den Kernfragen nicht wirklich rührt. Haben sie sich überhaupt je geliebt? Und war Hélènes an Besessenheit grenzendes Festhalten an der Erinnerung einer vermeintlich großen Liebe zu Alphonse nichts weiter als der Versuch, die Gegenwart, das Hier und Heute nicht zuzulassen? Hélène dämmert allmählich, dass Alphonse ein Schwätzer und Aufschneider ist. Erstmals stellt sie ihre Erinnerungen in Frage.
Da ist es fast wie eine Erlösung als Hélènes derzeitiger Lebensgefährte Roland de Smoke vorbeikommt, um sie abzuholen. De Smoke ist das komplette Gegenteil von Alphonse: Er lebt im Hier und Jetzt, ist ein erfolgreicher Abbruchunternehmer, seriös und kultiviert – auch wenn er nicht Hélènes große Liebe ist. Während das Paar geht, bleibt Alphonse allein zurück. Er durchsucht Hélènes Wohnung, um selbst auf Spurensuche in die Vergangenheit zu gehen. Wer ist Hélène eigentlich? Doch auch nach diesem Durchstöbern bleibt ihm seine Jugendliebe fremd. In Papieren, die Bernard betreffen, stößt er auf den Namen Muriel. Dieses junge arabische Mädchen ist Bernards Geheimnis – sie starb während eines Kampfeinsatzes in Algerien.
Es sind dies diejenigen Dämonen, die Bernard quälen. Trägt er Mitschuld am Tode Muriels? Das Mädchen wurde von seinem Kameraden Robert gefangen genommen, gefoltert und schließlich ermordet. Am Stadtrand hat Bernard sich ein Atelier eingerichtet, in dem er mit Hilfe von Fotos, Tonbandaufnahmen und Amateurfilmchen ihr schreckliches Ende, das an ihr verübte Verbrechen, zu rekonstruieren versucht. Die von Bernard angefertigten Aufnahmen sind verschwommen und wenig aussagekräftig, aber die zeitgleich gemachten Aussagen des amateurfilmenden Soldaten Bernard sind es umso mehr. Sie verraten, was den jungen Mann seitdem umtreibt. Dieser Tod hat Bernard zutiefst verändert; es ist ihm nicht mehr möglich, sich als friedfertiger Bürger zu fühlen. Auch seine Beziehungsfähigkeit hat gelitten. Obwohl ihm viel an der lieben Marie-Do liegt, ist er nicht imstande, sie zum Bleiben bitten, als sie ankündigt, sie wolle für einige Zeit ins Ausland gehen.
Als Alphonses Schwager Ernest in die Stadt kommt, geraten die Dinge in Bewegung. Ernest ist auf der Suche nach Alphonse, will, dass er zurück nach Paris kommt, zu Frau (Simone) und Herd. Alphonse will dieser unangenehmen Begegnung aus dem Weg gehen, befürchtet aber, dass der Schwager demnächst bei Hélène auftaucht. Beim großen Abschiedsessen, das Hélène ihm und seiner „Nichte“ zu Ehren gibt, sitzen die Gäste bereits auf gepackten Koffern. Die Stimmung ist von einer krampfhaften Lockerheit, die an Hysterie grenzt. Der in der Luft liegenden Versöhnlichkeit haftet etwas Unechtes an. Als Ernest kommt, brechen die Lebenslügen auf: Ernest nennt seinen Schwager einen Schwätzer und Hochstapler. Es kommt zu Handgreiflichkeiten, und Bernard holt genüsslich seine stets griffbereite Kamera hervor und nimmt alles auf. Françoise kommt mit dem Tonband daher und drückt versehentlich einen falschen Knopf. Ein greller Schrei, der Todesangst verheißt, ertönt.
Geschockt rennt Bernard weinend aus dem Raum. Es war Muriels Stimme. Im Schockzustand geht er zu Robert, dem Folterer von einst, und erschießt ihn. Dann wirft Bernard seine Kamera ins Meer und jagt sein Atelier, seinen Schrein der monströsen Erinnerungen, in die Luft. Bernard flieht, Hélène kann ihn nicht davon abhalten. Auch Alphonse rennt davon. Er besteigt einen Bus in Richtung Brüssel – bloß fort von hier. Vergebens sucht Hélène ihn am Bahnhof. Etwas hilflos bleibt sie zurück und geht wenig später zu ihrer Freundin Angèle, einer Schneiderin. In dieser liebenswürdigen, einfachen Frau findet sie Trost – doch nur vorübergehend, ihre Probleme bleiben. Zum Schluss irrt Alphonses Ehefrau Simone, soeben aus Paris angekommen, durch Hélènes menschenleere Wohnung, den Namen ihres Mannes rufend. Das Ende allen Selbstbetrugs ist gekommen.
Für alle vier zentralen Protagonisten bleiben viele neue Fragen zurück; ihre bisherigen Existenzen wurden zu Trümmerfeldern, zum Friedhof ihrer Illusionen. Aber immerhin: die Lebenslügen wurden aufgebrochen, und aller Leben sind zum eigenen Wohl deutlich durcheinandergeraten.

## Produktionsnotizen
Der Film wurde ab November 1962 gedreht und im Januar 1963 in den Ateliers des Pariser Vororts Epinay beendet. Die Uraufführung war am 3. Oktober 1963, in Deutschland lief Muriel am 9. Oktober 1963 an.
Die Bauten schuf Jacques Saulnier, der Gesang stammt von Rita Streich.
Regisseur Resnais selbst nannte Muriel knapp „eine Liebesgeschichte aus unserer Zeit“ und ergänzte: „Nicht der Handlungsablauf zählt, entscheidend sind die Empfindungen und Reflexionen der Beteiligten“.

## Kritiken
„Mit Muriel kehrt Alain Resnais nun wieder in die Realität zurück. […] Auf die Frage, ob man in der Antiquitätenhändlerin Hélène, der Hauptfigur des Films, etwa eine Marianne 63, eine typische Französin unserer Tage also, sehen solle, antwortet Resnais mit einer fast entschuldigenden Geste: ‚Diese Weite und Unsicherheit der Gefühle, das gibt es doch heute auch in Italien oder in Deutschland. Es sind abendländische Reaktionen.‘ Für Resnais wird der konkrete Fall wie auch der konkrete Ort erst durch seine allgemeine Gültigkeit interessant, und diese allgemeine Gültigkeit ist auch zumindest in Westeuropa durch keine nationalen Grenzen begrenzt. Wir sagten, daß Muriel zwar die konsequente Weiterverfolgung des andauernden resnais’schen Themas sei, doch um entscheidende aktuelle Akzente bereichert. Und dies vor allem unterscheidet Muriel von früheren Arbeiten: Erstmals fordert Resnais uns nicht mehr nur auf, offen zu sein für die Erinnerung. Er überprüft die Selbstverständigung des Menschen am konservativen Verhalten einer unsicher gewordenen Kleinbürgerin, deren Blick zurück zum Selbstbetrug zu werden droht und zur romantischen Ausflucht vor dem Engagement des Augenblicks.“

Reclams Filmführer schreibt, die Reflexionen der Beteiligten „zeigen allesamt, daß die Protagonisten in der Gegenwart nicht heimisch sind. Ein optisches Signal: Hélènes Wohnung, die ihr gleichzeitig als ‚Lager‘ dient, ist voll gestopft mit Antiquitäten, die zum Teil bereits verkauft, zum Teil noch mit Preisschildern versehen sind. So sucht Hélène einen Zielpunkt in einer längst vergangenen Liebe, die vielleicht so niemals existiert hat, wie sie glauben möchte. Umgekehrt ist für Bernard die Vergangenheit eine Last, die er zu töten versucht. Alphonse schließlich erfindet eine Vergangenheit, um sein Versagen in der Gegenwart damit zu entschuldigen. Aus diesen Motiven hat Resnais ein raffiniertes Netz geknüpft, das den Zuschauer ‚einfängt‘. Die Aktion des Films ist bruchstückhaft, zerstückelt, wie Fetzen einer Erinnerung“.
David Thomson schreibt in A Biographical Dictionary of the Cinema: „Muriel (63, Resnais) went beyond exercise and allowed Seyrig to create one of the most anguished and tender of screen women. As Jean Cayrol’s notes for the script make clean, the part of Hélène was an embodiment of past, present and future, a crucible of experience. Seyrig astonishingly altered herself to fit these requirements: ‚Hélènes figure is still young, but her face must be very mobile. In fact, she could pass for a slightly used 20-year-old or a 45-year-old on whom worry and fatigue have left their marks. She has kept her hair natural and untinted. And the wind can play in her hair continually, which will give it a life of its own, like the changes in her face.‘“
Auf critic.de heißt es: „Nach Letztes Jahr in Marienbad (L’année dernière à Marienbad, 1961), der Realitätsprinzip und Raum-Zeit-Strukturen vollkommen aufzulösen scheint, wirkt Muriel auf den ersten Blick fast wie eine konventionelle Erzählung. Die Handlung spielt an einem konkreten und identifizierbaren Ort und unterliegt einer offensichtlichen Chronologie, die Protagonisten sind mit einer Biografie und mit einer nachvollziehbaren Psychologie ausgestattet. Sie alle sind Opfer eines Traumas. Hélène hat die Trauer über ihre verlorene Jugendliebe nie wirklich verwunden. Bernard bringt aus dem Algerienkrieg das Trauma eines Täters wider Willen mit. Und schließlich schwebt über der Handlung das kollektive Trauma des Zweiten Weltkriegs. Da sind die Kriegsgeschichten, die sich die Figuren über verschollene Bekannte erzählen. Und da sind die Bilder von Boulogne-sur-Mer: Einschussstellen auf Straßenschildern und halb zugewachsene Häuserruinen neben frisch hochgezogenen Neubauten, Narben und schlecht verheilende Wunden einer Stadt ohne Vergangenheit. Der Fischerort hatte gegen Ende des Zweiten Weltkriegs ganze Stadtteile in den deutschen und alliierten Bombardements verloren.“
Im Lexikon des Internationalen Films heißt es: „Minuziös verflicht Alain Resnais’ erster farbiger Spielfilm die Netze der Täuschungen, in die sich drei Menschen verstrickt haben, um den Anforderungen der Wirklichkeit zu entfliehen. Eine meisterliche Beschreibung des Bewußtseins von Menschen, die glauben, sich mit Halbwahrheiten und Selbstbetrug einrichten zu können.“

## Auszeichnungen
Auf den Filmfestspielen von Venedig wurde Hauptdarstellerin Delphine Seyrig mit dem Coppa Volpi ausgezeichnet. Regisseur Resnais war für den Goldenen Löwen nominiert.
Der Film erhielt 1963 im Rahmen der British Film Institute Awards die Sutherland Trophy.
Die Deutsche Film- und Medienbewertung FBW in Wiesbaden verlieh dem Film das Prädikat besonders wertvoll.

## Synchronisation
| Rolle           | Darsteller            | Synchronsprecher      |
| --------------- | --------------------- | --------------------- |
| Hélène          | Delphine Seyrig       | Ruth Maria Kubitschek |
| Alphonse        | Jean-Pierre Kerien    | Alf Marholm           |
| Bernard         | Jean-Baptiste Thierée | Peter Thom            |
| Françoise       | Nita Klein            | Cordula Trantow       |
| Roland de Smoke | Claude Sainval        | Gerhard Frickhöffer   |
| Claudie         | Laurence Badie        | Dinah Hinz            |
| Marie-Do        | Martine Vatel         | Uschi Wolff           |
| Ernest          | Jean Champion         | Carl-Heinz Schroth    |